# Castellers de la Vila de Gràcia

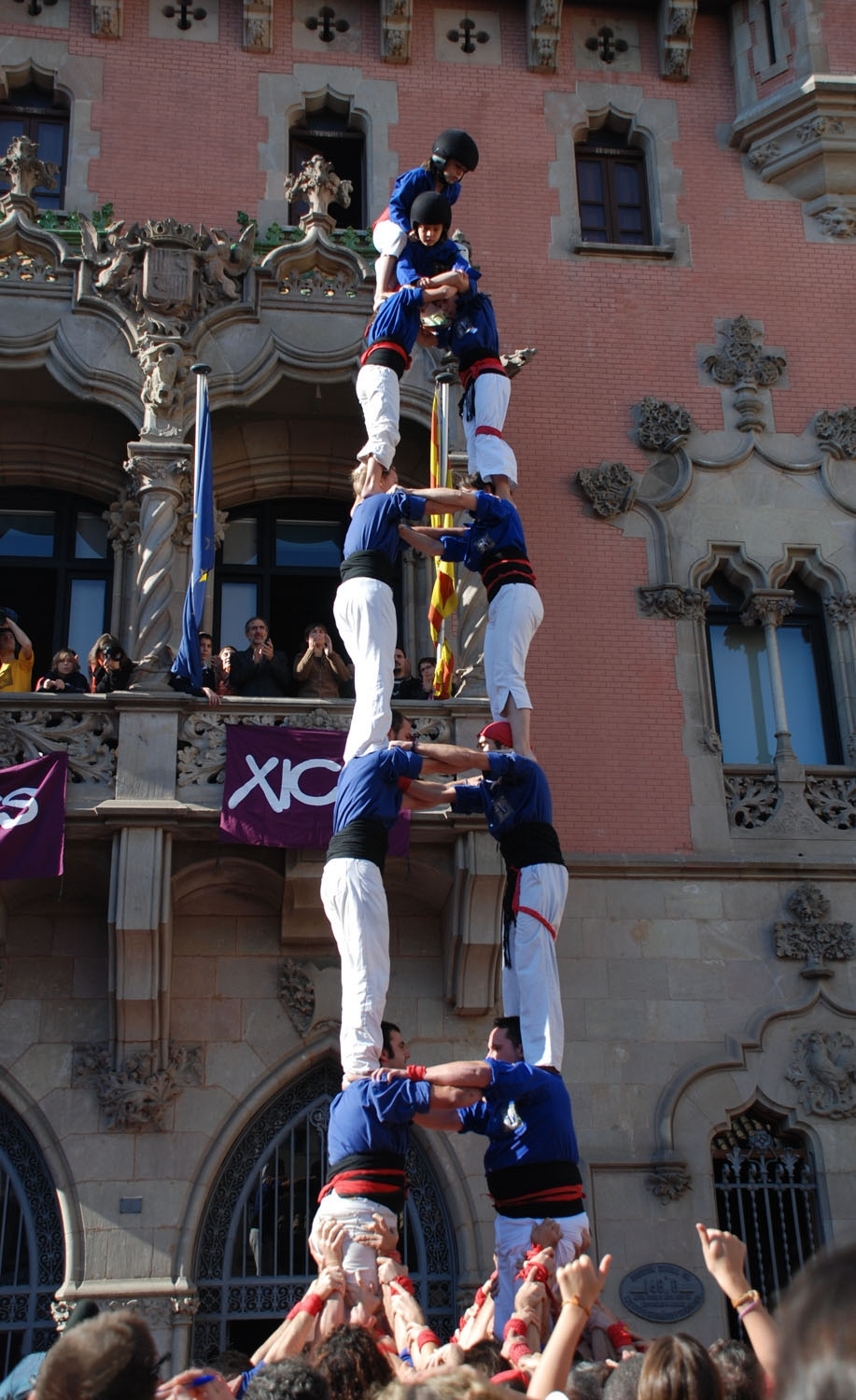
2 de 7, Castellers de la Vila de Gràcia in Granollers (2007)

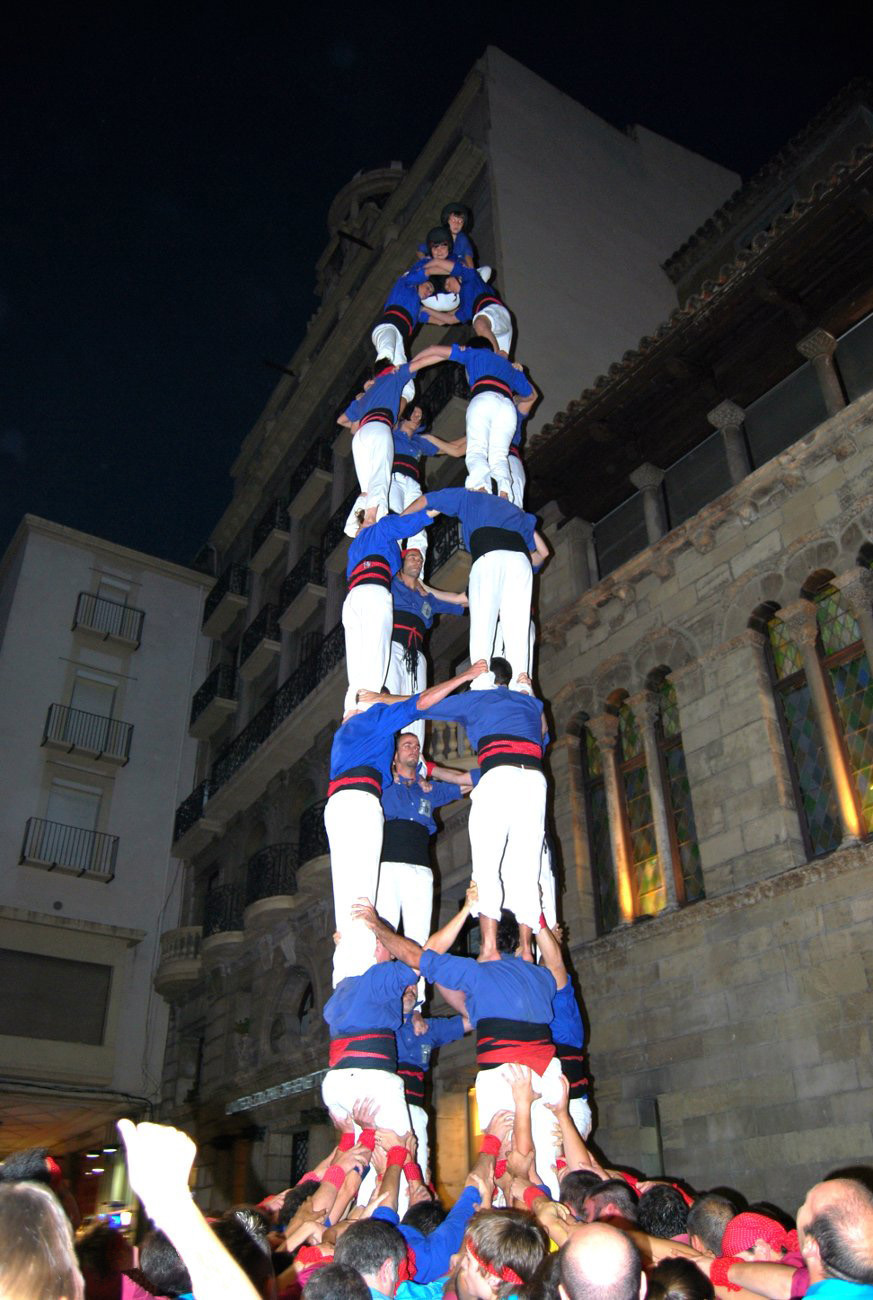
4 de 8, Castellers de la Vila de Gràcia in Lleida (24-10-2009)

Die Castellers de la Vila de Gràcia sind eine Colla castellera (‚Castellers-Gemeinschaft‘), die 1996 in Gràcia, einem Stadtteil von Barcelona, gegründet wurden. Das Ziel dieser traditionellen katalanischen Gruppen ist der Aufbau von sogenannten Castells (‚Menschentürmen‘). Die einzelnen Castellers-Gruppen unterscheiden sich dabei durch die Farbe ihres Hemdes – die Farbe der Castellers de la Vila de Gràcia ist Marineblau.
Das erste Castell 4 de 8 (d. h. 4 Menschen pro Etage und 8 Etagen hoch) wurde erfolgreich am 17. August 2003 zu dem bekannten Stadtfest Festa Major de Gràcia auf dem Platz Plaça de la Vila de Gràcia abgeschlossen bzw. descarregat, dies bedeutet, er wurde vollständig auf- und abgebaut ohne einzustürzen.
Der bislang beste Auftritt der Castellers de la Vila de Gràcia umfasste folgende Castells: 4 de 8, 3 de 8 und 2 de 7.
Die Gruppe hat bereits fünfmal (2002, 2004, 2006, 2008 und 2010) am Concurs de Castells teilgenommen, einem Wettbewerb, der alle zwei Jahre in Tarragona stattfindet.
Die Castellers de la Vila de Gràcia sind ebenfalls bekannt als Colla dels blaus, bezogen auf ihre Hemdfarbe, oder als Colla dels estudiants, aufgrund der Großzahl an jungen Mitgliedern.

## Geschichte
Erste Hinweise auf eine Colla castellera in Gràcia stammen vom Ende des 19. Jahrhunderts als in Zusammenhang mit der großen Reblaus-Plage, die zu jener Zeit weite Teile der katalanischen Weinanbauflächen zerstörte, kamen um 1890 zahlreiche Flüchtlinge aus der Region Camp de Tarragona in den damaligen Ort Vila de Gràcia. Hier gründeten sie u. a. eine Castellers-Gruppe, die nachweislich Ende des 19. und Anfang des 20. Jahrhunderts aufgetreten ist. Mehrere dieser Auftritte haben während der Festa Major de Gràcia in diesen Jahren stattgefunden.

### Anfang
Die Geschichte der Castellers de la Vila de Gràcia begann im Jahr 1990, als eine Gruppe von Jugendlichen, verbunden durch Nachbarschaft und soziale Mitgliedschaften in Gràcia, als Liebhaber von Castells über die Gründung einer neuen colla castellera  nachdachten. Diese Vorstellung nahm Form an, als von den Jungen entschieden wurde, das erste Meeting im Oktober 1996 zu organisieren und sich diese Nachricht bald verbreitete. So wurde das erste Training am 23. November 1996 auf dem Plaça del Sol veranstaltet, wo sich ungefähr 30 Personen trafen.
Der erste öffentliche (jedoch nicht offizielle) Auftritt der neuen Gruppe von Gracia fand im Februar 1997 anlässlich des Santa Eulàlia Barcelona Stadtfestes auf dem Plaça Sant Jaume statt. Dort wurde von den Castellers de la Vila de Gràcia die Struktur Zwei Säulen von 4 gebaut (eine Säule: nur ein Mann pro Etage, d. h. eine Säule von 4 besteht aus 4 Personen, eine auf den Schultern der anderen stehend, der einfachste Aufbau im Repertoire). Der erste offizielle Auftritt fand auf dem Plaça de la Vila de Gràcia statt, dieser Platz wurde daraufhin als „gruppeneigener Platz“ für die Castellers de la Vila de Gràcia am 4. März 1997 bestimmt. An diesem Auftritt nahmen ca. 60 Castellers teil, die einfache Konstruktionen aufbauten.

### Erste Aufbauten/Türme/Castells
Ihre offizielle und öffentliche Vorstellung in die Welt der Castellers hatte die Mannschaft am 4. Mai 1997. Mit den Castellers de Sants und den Castellers de Sant Andreu de la Barca als Paten bauten die Castellers de la Vila de Gràcia schon die erste 6-Ebenen-Konstruktion auf. Diese erste Saison hatte gute und schlechte Zeiten im Bezug auf die Konstruktions-Erfolge, aber auf die kontinuierlich geleistete Arbeit folgte bald die Belohnung, ein 7-Ebenen-Aufbau, die 4 de 7, wurde erfolgreich am 23. November 1997 beim Auftritt zum Castells-Feiertag (Diada) aufgebaut.

### Der Gang von einer 7-Ebenen-Struktur zur Konstruktion von 8 Ebenen
Nach 1997 entwickelten sich die Castellers de la Vila de Gràcia weiter und stabilisierten sich als colla de 7.  Sie waren bereit für den nächsten Schritt. Am 6. Oktober 2002 beim 19. Concurs de Castells de Tarragona versuchten sie sich am Aufbau ihres ersten 4 de 8 versuchten. Doch dieser Turm fiel in sich zusammen, ebenso wie kurz zuvor in der vorherigen Runde auch ihr erster 2 de 7. Seit  diesem Oktober 2002 haben die Castellers de la Vila de Gràcia die 4 de 8 jedes Jahr weiter geschafft, und bis heute haben sie sich als colla de 8 als eine unter den 20 besten Gruppen, colles, in der Castells-Gemeinschaft etabliert.
Die Castellers de la Vila de Gràcia werden seit ihrer Gründung von einer eigenen Gruppe von Schalmei-Spielern begleitet, welche zugleich alle Leute schult, die an diesem Instrument (die Schalmei) interessiert sind und Interesse haben, bei den unterschiedlichen Aktivitäten der colla zu spielen.
Im Jahr 1999 bekamen die Castellers de la Vila de Gràcia als Auszeichnung die Medalla d’Honor de Barcelona. Die  Castellers de la Vila de Gràcia sind auch Mitglieder der Colles de Cultura Popular de Gràcia.

## Training / Übung / Praxis
Die Castellers de la Vila de Gràcia haben in verschiedenen Hallen in Gràcia trainiert, dazu gehörten die Schule Josep Maria Jujol, das Zentrum Artesà de Gràcia und die alte Schule Escola OSI. Seit 2002 und gegenwärtig findet das Training in der Halle der Schule Escola Reina Violant (C/Trilla 18, Gràcia) statt. Die Trainingszeiten sind dienstags von 20:00h bis 22:30h und freitags von 20:00h bis 23:00h.

## Andere Aktivitäten
Seit 1998 haben die Castellers de la Vila de Gràcia eine Radiosendung auf dem Kanal von Ràdio Gràcia, genannt  Terços Amunt, in der es um die Castells-Welt geht. Diese Sendung wird bis heute regelmäßig übertragen und bekam im Jahr 2010 den Preis Vila de Gràcia für die beste kommunikative Initiative.
Die Castellers de la Vila de Gràcia hatten früher ein eigenes vierteljährlich erscheinendes Magazin, L’Espadat, das Magazin wurde Ende 2004 zum letzten Mal herausgegeben.
Wichtigste Nebenaktivität der Castellers de la Vila de Gràcia ist das traditionelle Dekorieren des Plaça de la Vila de Gràcia (Gracia Marktplatz), eine Hauptattraktivität anlässlich des Stadtfestes von Gràcia Festa Major de Gràcia. Die Castellers de la Vila de Gràcia sind für die Dekoration ihres Platzes seit 2001 verantwortlich.

## Teilnahme an demConcurs de Tarragona
Die Castellers de la Vila de Gràcia haben an 5 Austragungen des Concurs de Tarragona teilgenommen. Im Folgenden die Auflistung, an welchem Wettbewerb die Castellers de la Vila de Gràcia teilgenommen haben, welche Konstruktionen erfolgreich auf- und abgebaut wurden, und schließlich in Klammern die endgültige Position im Ranking dieses Jahres:
- 19. Concurs de castells de Tarragona (2002): 2 de 7, 4 de 8c, 5 de 7 (13)
- 20. Concurs de castells de Tarragona (2004): 4 de 8i, 4 d 8c, 5 de 7, 4 de 7a (14)
- 21. Concurs de castells de Tarragona (2006): 2 de 7c, 4 de 8c (16)
- 22. Concurs de castells de Tarragona (2008): 5 de 7, 4 de 8c, 4 de 7a (15)
- 23. Concurs de castells de Tarragona (2010): 4 de 8, 2 de 7, 5 de 7 (11)

## Die Castellers de la Vila de Gràcia in der Welt
Auftritte außerhalb Kataloniens:
- Marseille (2001)
- Carcassonne (2002)
- Sevilla (2005)

Auftritte in Katalonien:
- País Valencià
  - Algemesí (2003)
  - La Xara (Dénia) (2007)
  - L’Alcúdia (2009)
- Nordkatalonien
  - Baó (1998) (1999)
  - Perpignan (2005)
- Balearische Inseln
  - Sant Francesc, Formentera (2010)
  - Ibiza, Eivissa

## DieCaps de Colla
Der Cap de Colla ist der technisch Hauptverantwortliche für die colla castellera.
| Name                       | Seit                      |
| -------------------------- | ------------------------- |
| Joaquim Besaran i Alberich | November 1996 – Juni 1997 |
| Guillem Ortega i Tous      | 1997 (ab Juni)            |
| Jordi Ràfols i Brasó       | 1998-2000-2001            |
| Carles Capellades i Sesé   | 1999-2004-2005            |
| Joan Font i Basté          | 2002-2003                 |
| Oriol Constantí i González | 2006-2007                 |
| Carles Gallardo i Prades   | 2008-2009                 |
| Aleix Vila i Fuertes       | 2010                      |

## Die Präsidenten
| Name                            | Seit                      |
| ------------------------------- | ------------------------- |
| Ramon Josep Serra i Ruiz „R.J.“ | November 1996 – Juni 1997 |
| David Palau i Garcia            | 1997 (ab Juni)            |
| Josep Maria Porta i Palau       | 1998                      |
| Roger Gispert i Masó            | 1999–2000-2001-2004-2005  |
| Miquel Moret i Parera           | 2002–2003                 |
| Martí Urgell i Vidal            | 2006–2007                 |
| Miquel Sendra i Pons            | 2008–2009                 |
| Arnau Dòria i Cerezo            | 2010                      |

## Erster geschaffter Aufbau
| Name der castell                                                 | Datum              | Tag                                               |
| ---------------------------------------------------------------- | ------------------ | ------------------------------------------------- |
| 4 de 6                                                           | 4. Mai 1997        | öffentlicher Auftritt                             |
| 3 de 6                                                           | 4. Mai 1997        | öffentlicher Auftritt                             |
| 4 de 6 mit Nadel                                                 | 4. Mai 1997        | öffentlicher Auftritt                             |
| 5 de 6                                                           | 21. Dezember 1997  | La Mercè                                          |
| 3 de 6 per sota (von unten gebaut)                               | 16. August 1998    | Festa Major de Gràcia                             |
| 5er Säule carregat (nur bis zum Aufbau, dann eingestürzt)        | 16. August 1998    | Festa Major de Gràcia                             |
| 5er Säule                                                        | 18. Oktober 1998   | Fest der colles vom 1997                          |
| 5er Säule per sota (von unten gebaut)                            | 24. November 2002  | Fest der Castellers de Badalona                   |
| 2 de 6 carregat (nur bis zum Aufbau, dann eingestürzt)           | 9. November 1997   | Fest der Castellers de Sant Andreu de la Barca    |
| 2 de 6                                                           | 29. März 1998      | Solidarität Kinder aus Brasilien                  |
| 6 de 6                                                           | 19. August 2000    | Nachtwache der Festa Major de Gràcia              |
| 4 de 7                                                           | 23. November 1997  | 1. Fest der Castellers de la Vila de Gràcia       |
| 3 de 7 carregat (nur bis zum Aufbau, dann eingestürzt)           | 29. November 1998  | Fest der Castellers de Badalona                   |
| 3 de 7                                                           | 26. September 1999 | La Mercè                                          |
| 4 de 7 mit Nadel carregat (nur bis zum Aufbau, dann eingestürzt) | 22. November 1998  | 2. Fest der Castellers de la Vila de Gràcia       |
| 4 de 7 mit Nadel                                                 | 16. Mai 1999       | 2. Geburtstag der Castellers de la Vila de Gràcia |
| 3 de 7 mit Nadel                                                 | 25. April 1999     | Fest des Heiligen Georg, Sitges                   |
| 5 de 7                                                           | 25. September 2000 | La Mercè                                          |
| 3 de 7 per sota (von unten gebaut)                               | 19. August 2001    | Festa Major de Gràcia                             |
| 2 de 7 carregat (nur bis zum Aufbau, dann eingestürzt)           | 24. September 2002 | La Mercè                                          |
| 2 de 7                                                           | 6. Oktober 2002    | 19. Concurs de castells de Tarragona              |
| 4 de 8 carregat (nur bis zum Aufbau, dann eingestürzt)           | 6. Oktober 2002    | 19 Concurs de castells de Tarragona               |
| 4 de 8                                                           | 17. August 2003    | Festa Major de Gràcia                             |
| 3 de 8 carregar (nur bis zum Aufbau, dann eingestürzt)           | 24. September 2010 | La Mercè                                          |

## Fachspezifische Literatur
- Albert Musons, Quim Perelló, Jordi Ràfols und Miquel Sendra: Xiquets ahir, castellers per sempre: Vila de Gràcia (1876–2002). Sammlung La Font de l’atzavara herausgegeben von Taller d’Història de Gràcia, 111 Seiten, Barcelona.
- Carles Gallardo: Blau, fraternitat i castells: Castellers de la Vila de Gràcia (1997–2001). 126 Seiten, herausgegeben von Castellers de la Vila de Gràcia.